# خیابان تهران (پاریس)
تهران، نام خیابانی در ناحیه ۸ پاریس است. این خیابان در سال ۱۸۱۰ شکل گرفت و مصوبه تغییر نام آن در ۱۸۴۴ در هیئت‌وزیران به تصویب رسید و نام آن عملاً در سال ۱۸۶۴ و به دنبال سفر ناصرالدین شاه قاجار به فرنگ، به تهران تغییر یافت. این خیابان در بلوار اوسمان و در محله‌ای شیک و به نسبت اعیان‌نشین واقع شده (محله اروپا) و از شمال به خیابان مونسو منتهی می‌شود. نام سابق آن خیابان پلزانس بوده است. همچنین موزه هنری ژکمر-آندره در نزدیکی آن (سمت غرب) واقع شده است.